# Lobocleta translineata
Lobocleta translineata är en fjärilsart som beskrevs av W. Warren 1906. Lobocleta translineata ingår i släktet Lobocleta och familjen mätare. Inga underarter finns listade i Catalogue of Life.